# نبرد ویلسونز کریک
نبرد ویلسونز کریک (انگلیسی: Battle of Wilson's Creek) عنوان نخستین درگیری نظامی بزرگ از جبهه ترانس-میسیسیپی و از مجموعه جنگ‌های منتسب به جنگ داخلی آمریکا می‌باشد

## نگارخانه

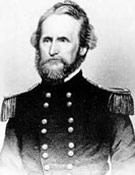
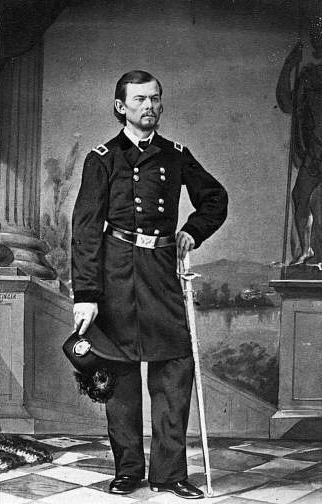